# Hugo Aufderbeck
Hugo Aufderbeck (ur. 23 marca 1909 r. w Hellefeld, zm. 17 stycznia 1981 w Erfurcie) – katolicki teolog, biskup, od 1972 r. administrator apostolski wschodnioniemieckich terytoriów diecezji fuldzkiej i würzburskiej z siedzibą w Erfurcie.

## Życiorys
Po ukończeniu szkoły ludowej w Hellefeld kontynuował naukę w humanistycznym Gimnazjum Laurentianum w Arnsbergu. Świadectwo dojrzałości otrzymał w słynnym paderborńskim Theodorianum. W latach 1930–1936 studiował teologię w Paderborn, Wiedniu i Monachium. 
28 marca 1936 r. został wyświęcony na księdza w katedrze w Paderborn. Pracował potem jako katecheta w Gelsenkirchen (do 1938 r.), a następnie jako wikary, duszpasterz akademicki i kapelan lazaretu wojskowego w Halle.
W latach 1948–1962 pracował w Magdeburgu, leżącym we wschodniej części archidiecezji paderborńskiej. W 1962 r. papież Jan XXIII mianował go biskupem pomocniczym diecezji fuldzkiej ze stolicą w Erfurcie po przejściu na emeryturę bpa Josepha Freusberga. Jako tytularną siedzibę otrzymał diecezję Arca w Fenicji. W latach 1962–1965 uczestniczył w obradach Soboru Watykańskiego II. W 1964 r. został wikariuszem generalnym diecezji fuldzkiej dla jej wschodniej części, następnie w 1967 r. komisarzem biskupim dla tych terenów, a od 1973 r. administratorem apostolskim nowo utworzonej Administratury w Erfurcie-Meiningen. Ważnym elementem jego pracy duszpasterskiej stały się zakorzenione w regionie pielgrzymki do lokalnych sanktuariów. Głoszone tam odważne kazania przyciągły tysiące wiernych, pomagając skonsolidować miejscowych katolików, poddawanych w NRD stałej presji ideologicznej. Szczególną troską otaczał dzieci, chorych, niepełnosprawnych i starców.
Od 1977 r. chorował na raka. Zmarł 17 stycznia 1981 r. w Erfurcie. Pochowany został w krużgankach tamtejszej katedry.